# Sirius : Une histoire fantastique d'amour et de désordre
Sirius: A Fantasy of Love and Discord
Pour les articles homonymes, voir Sirius (homonymie).
Sirius : Une histoire fantastique d'amour et de désordre (titre original : Sirius: A Fantasy of Love and Discord) est un roman de science-fiction d'Olaf Stapledon paru en 1944. Cette œuvre raconte les aventures d'un chien, nommé Sirius, doté d'une intelligence humaine.

## Résumé
La vie d'un chien nommé Sirius est racontée à la troisième personne par un narrateur qui se présente lui-même au premier chapitre comme un ami très proche (il révèle plus tard, au quatrième chapitre avoir été son mari) de Plaxy, l'un des personnages principaux du roman . Sirius est élevé dans la famille du scientifique Thomas Trelone, de sa femme Elizabeth et de leur quatre enfants, non loin de la petite ville de Trawsfynydd  au nord du Pays de Galles. Trelone est un physiologiste ayant mis au point un programme d'utilisation d'hormones censées développer rapidement les capacités cognitives des chiens, de manière à produire une race de « super- chiens de berger » (« super-sheep-dogs »). Sirius, cependant, s'avère posséder une intelligence comparable à celle d'un être humain normal, puisqu'il est capable de communiquer avec des mots anglais, bien qu'il faille un certain temps aux humains pour comprendre sa prononciation canine. Il est né en même temps que la fille de son créateur, Plaxy, et tous deux sont élevés ensemble comme frère et sœur. Pendant l'enfance, Sirius et Plaxy développent l'un envers  l'autre un lien affectif intense. Leur croissance physique et intellectuelle devient une sorte de compétition, Sirius s'efforçant d'égaler sa pseudo-sœur. Mais au fur et à mesure qu'ils grandissent, leur relation est mise à rude épreuve, car Sirius développe une sensibilité au son semblable à celle d'un chien, ce qui lui confère une sensibilité musicale unique, tandis que Plaxy a un sens esthétique surtout visuel. Leurs expériences sensorielles différentes leur font s'intéresser moins à l'expérience du monde de l'autre. Il est bientôt temps pour Plaxy d'entrer à l'école primaire, mais Sirius ne peut y aller. Malgré ses demandes d'apprentissage, Plaxy est réticente à partager ses expériences scolaires et sociales avec lui. Leurs vies s'éloignent de plus en plus. Lorsque Plaxy part en pension, Thomas veut amener Sirius à la ferme de M. Pugh, où il travaillerait comme « chien de berger -  apprenti » avant de l'emmener à la ville, pensant que cette expérience serait bénéfique à son caractère. Cependant, Thomas veut que Sirius garde secrète la majeure partie de son intelligence humaine, Pugh le soupçonnant de n'être qu'un « super-chien de berger ». Après un certain temps, Sirius se sent désespérément seul et se languit de sa famille, en particulier de Plaxy. Il désire ardemment lui écrire, et après des semaines de difficultés et d'échecs, mais en s'appuyant progressivement sur ses succès, il parvient à écrire et à lui envoyer une lettre, sans l'aide de mains humaines.
« In the main he was an Alsatian, perhaps with a dash of Great Dane or Mastiff, for he was a huge beast. His general build was wolf-like, but he was slimmer than a wolf, because of his height. His coat, though the hair was short, was superbly thick and silky, particularly round the neck, where it was a close turbulent ruff. Its silkiness missed effeminacy by a hint of stubborn harshness.

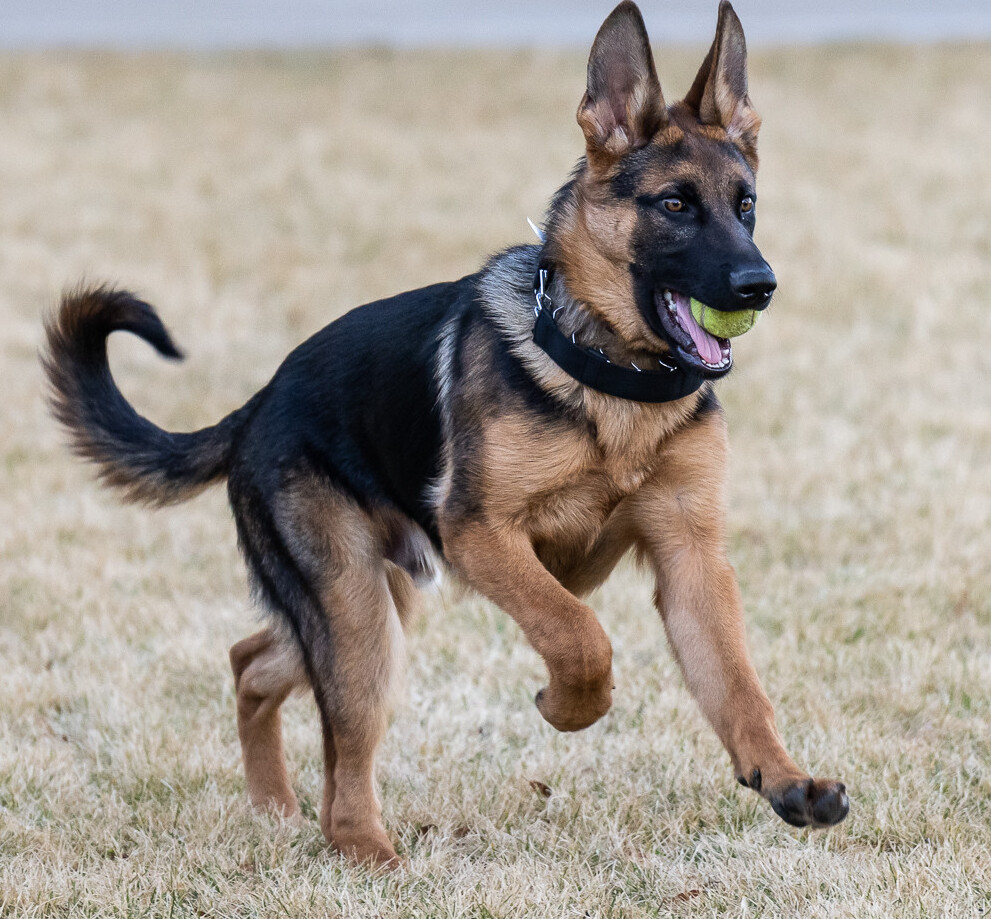
Un berger Allemand ayant l'apparence de Sirius décrite au début du récit.

Silk wire, Plaxy once called it. On back and crown it was black, but on flanks and legs and the under surface of his body it paled to an austere greyish fawn. There were also two large patches of fawn above the eyes, giving his face a strangely mask-like look, or the appearance of a Greek statue with blank-eyed helmet pushed back from the face. »
— Olaf Stapledon, Chapter I - First Meeting

« Il s'agissait pour l'essentiel d'un berger d'Alsace, peut-être mâtiné de grand danois ou de mastiff, car c'était une bête énorme. Sa corpulence générale était semblable à celle d'un loup, mais il était plus mince qu'un loup, en raison de sa taille. Son pelage, bien que le poil soit court, était superbement épais et soyeux, en particulier autour du cou, où il formait une collerette serrée et turbulente. Il manquait au soyeux de son pelage la touche féminine à cause d'un soupçon de rudesse obstinée. Fil de soie, ainsi que Plaxy l'avait appelé un jour. Sur le dos et la tête, il était noir, mais sur les flancs, les pattes et la surface inférieure du corps, il pâlissait jusqu'à devenir d'un fauve grisâtre. Il y avait également deux grandes taches fauve au-dessus des yeux, ce qui donnait à son visage un aspect de masque étrange, ou l'apparence d'une statue grecque avec un casque aux yeux vides repoussé en arrière du visage. »
— Chapitre 1 - Première rencontre
Après une année passée à être un chien de berger silencieux, à l'exception des vacances avec Thomas et Plaxy, Sirius surprend Thomas en lui décrivant le traumatisme psychologique qu'il a subi. Réalisant la cruauté de son programme, Thomas décide de faire visiter l'université à Sirius qui en est émerveillé. Sirius fait ainsi la connaissance des collègues de son créateur qui sont aussi des scientifiques de confiance. Ces derniers commencent bientôt à étudier son esprit et son corps. Les mois passent et sa nouvelle vie d'animal de laboratoire choyé a des conséquences sur son bien-être physique et mental : il devient obèse et agité. Après avoir pris conscience de son déclin, il organise une rencontre avec Plaxy, désormais étudiante à l'université. Plaxy, cependant, ne fait rien pour le consoler. Ressentant physiquement sa froideur et son malaise à son égard, Sirius en éprouve de la nausée.
Alors qu'ils se séparent pour la nuit, Sirius, aigri et découragé, se promène en ville. Son esprit est envahi de pensées noires sur sa propre solitude, l'analyse de la cruauté et de l'hypocrisie de l'humanité, et la dureté de l'univers envers tous les êtres vivants. Misérablement déprimé, solitaire et frustré, il cherche un exutoire pour exprimer l'« esprit » qui est en lui. Il développe une idée mystique de la chasse parfaite, qui est associée à son odorat sophistiqué. L'odeur qu'il poursuit, la proie qu'il cherche, c'est Dieu. Sirius vit une épiphanie spirituelle, voyant et ressentant le monde sous un jour nouveau. Il devient instantanément fasciné par la religion humaine, réalisant qu'elle a les réponses qu'il cherchait, au-delà des limites strictes de la science. Sa mère adoptive, Elizabeth, accepte d'emmener Sirius chez un prêtre, le révérend Geoffrey Adams, qui officie dans le quartier pauvre de l'East End. Pendant un certain temps, Sirius s'entretient avec Geoffrey, espérant trouver le cœur de la vérité spirituelle et de l'amour, mais il est déçu d'apprendre que la religion humaine s'est perdue dans sa doctrine et sa mythologie. Heureusement, il découvre un exutoire pour son esprit, ses sentiments et son expérience de la vie. Après l'avoir fortement persuadé de s'exprimer, Geoffrey, avec prudence, permet à Sirius de chanter dans son église - devant un public stupéfait.
De retour chez lui, Sirius travaille surtout comme chien de berger sophistiqué. Mais après avoir vu la destruction, la mort et la misère de la guerre, et la stupidité de l'humanité, combinées à sa nature unique qui tend à l'isoler, il fait une dépression spirituelle et commence à se laisser aller de plus en plus à son « humeur de loup », irrationnelle et meurtrière. La dernière partie de l'histoire traite de sa haine envers les humains et envers lui-même, et de ses actes violents. Elle traite également des rumeurs de la communauté rurale selon lesquelles la nature avancée de Sirius serait l'œuvre du diable, et du scandale de Plaxy ayant peut-être une relation sexuelle avec Sirius - ce que le narrateur du roman, l'amant humain de Plaxy, suggère indirectement que leur amour a une nature physique, mais pas directement sexuelle. Plaxy et Sirius ont, tout au long du récit, leurs problèmes politiques et personnels, mais aussi un lien très spécial, qui conduit à l'idée d'une relation mystique ou métaphysique, transcendant l'amour et la compréhension ordinaires, ce que Plaxy désigne comme un être à la fois double et unique, un « Plaxy-Sirius ».
Finalement, Plaxy est appelée sous les drapeaux pendant la Seconde Guerre mondiale. Les gens continuent de s'en prendre à Sirius, qui sombre alors dans un profond désespoir. La population hystériquement religieuse, cherche à évacuer sa propre peur et sa frustration de la guerre sur une cible facile, persécute Sirius avec une violence croissante, provoquant en retour des réponses violentes de sa part. Déprimé par ce qu'il appelle les « espèces tyranniques » il en vient à abandonner nombre de ses activités les plus humaines et à vivre à l'état sauvage, tuant de nombreux animaux dans leurs fermes. Un fermier et ses chiens de berger s'aventurent à le chasser, mais Sirius tue le fermier en état de légitime défense. La peur et la rage montent chez les citadins, renforçant leur détermination à le détruire. Plaxy, après une recherche désespérée, retrouve un Sirius terrifié et sauvage, se cachant des habitants de la ville. Plaxy parvient à réveiller son esprit humain et tente de le consoler. Mais Sirius se lamente, réalisant qu'il n'y a pas de place pour lui dans le monde, insistant sur le fait que le conflit entre son esprit humain et ses instincts de loup sauvage rendent sa nature fondamentalement incompatible et déchirée. Alors qu'ils préparent leur fuite en Ecosse, Sirius est pourchassé et finalement abattu. Il meurt en professant son amour pour Plaxy, affirmant que leur vie et le temps passé ensemble, malgré toutes leurs épreuves, en valaient la peine.

## Réception de l'œuvre
Dans une préface à Créateur d'étoiles écrite en 2004, le physicien Freeman Dyson parle de Sirius en termes élogieux  :

« À mon avis, Sirius est la meilleure de toutes les œuvres de Stapledon. Il a reçu moins d'attention qu'il ne le méritait lors de sa publication, car la majorité des lecteurs de 1944 étaient préoccupés par des questions plus urgentes. Le style de Sirius est moins didactique et plus personnel que celui de Créateur d'étoiles. L'histoire de Sirius se déroule dans un décor très vivant, le pays des chiens de berger des Galles du Nord, que Stapledon connaissait et aimait. »

En juillet 2021, Robert Crossley (qui fut pendant plus de 20 ans l'exécuteur littéraire de la succession de Stapledon) déclare :

« Nombre de mes étudiants, qu'ils soient de premier ou de deuxième cycle, n'ont pas hésité à me dire à quel point ils avaient détesté la lecture de Les Derniers et les Premiers et de Créateur d'étoiles, mais ils se sont accrochés à Sirius et beaucoup d'entre eux ont écrit avec émotion sur ce roman. Et j'en suis venu à considérer Sirius comme le roman de Stapledon que j'aime le plus relire. Il est brillamment inventif (comme l'est toujours Stapledon à son meilleur), mais c'est aussi son effort le plus abouti en matière de narration et, bien qu'il soit souvent drôle, il fait pleinement appel aux sentiments et finit par être puissamment tragique. »

## Hommage
Dans la bande dessinée La Brigade chimérique, les auteurs Serge Lehman et Fabrice Colin rendent hommage au héros canin de Stapledon en le représentant aux côtés de John l'Étrange, surhomme issu d'un autre roman de 1935, Rien qu'un surhomme (titre original : Odd John). Néanmoins, les auteurs de la bande dessinée ont donné une forme super-héroïque à John et Sirius, très éloignée du propos grave de l'auteur qui s'intéressait avant tout à l'accroissement de l'intelligence et de la solitude des êtres exceptionnels.